# Нежданова Антоніна Василівна
Антоніна Василівна Нежданова (4 червня 1873, Крива Балка — нині в межах Одеси — 26 червня 1950) — радянська оперна і камерна співачка (лірико-колоратурне сопрано), педагогиня. Народна артистка СРСР (1936), Героїня Праці (1925), докторка мистецтвознавства (1944).

## Життєпис
Народилась у передмісті Одеси у вчительській сім'ї. В 1883-91 училася в одеській Маріїнській гімназії (в 1885 одночасно навчалася грі на фортепіано у Музичному училищі), по закінченні якої викладала російську і німецьку мови в Одеському міському жіночому училищі. У 1899—1902 роках навчалася у Московській консерваторії (клас У. Мазетті, пізніше під його керівництвом розучувала нові партії), яку закінчила з малою золотою медаллю.
Дебютувала 1900 року (Москва, партія Місіс Форд в «Віндзорських пастухах» Ніколаї, консерваторський спектакль на сцені Великого театру). Солістка Большого театру в 1902-34 (дебют у партії Антоніди). Учасниця перших постановок у Большому театрі опер «Сорочинський ярмарок» Мусоргського в редакції Ю. Сахновського (1925, партія Парасі), «Любов до трьох апельсинів» С. Прокоф'єва (1927, партія Нінетти). Серед партій також Людмила («Руслан і Людмила»), Тетяна («Євгеній Онєгін»), Іоланта («Іоланта»), Снігурка («Снігурка»), Шемаханська цариця («Золотий півник»), Ельза («Лоенґрін»), Мікаела, Лакме, Маргарита, Розіна, Віолета, Мімі.
Гастролювала за кордоном, 1913 року в Парижі виступала в «Ріголетто» (партія Джильди) разом з Карузо й Руффо. Вела концертну діяльність.
З 1936 на педагогічній роботі (професорка Московської консерваторії з 1943).
Ім'я Антоніни Нєжданової з 1950 року носить Одеська консерваторія.
На честь артистки названо астероїд 4361 Нежданова.